# Walter Veit (Wirtschaftsingenieur)
Walter Veit (* 26. Oktober 1929 in Graz; † 14. März 2016 ebendort) war ein österreichischer Wirtschaftsingenieur, Hochschulrektor und Universitätsprofessor.

## Werdegang
1948 legte Walter Veit die Matura ab. Danach arbeitete er in einer Zimmerei und begann daneben 1955 an der Technischen Hochschule Graz das Bauingenieurstudium. Von 1960 bis 1963 arbeitete er als wissenschaftliche Hilfskraft am Institut für Betriebswirtschaftslehre und Betriebssoziologie der TH Graz. Nach seinem Studienabschluss 1963 war er bis 1969 Universitätsassistent an diesem Institut. 1969 promovierte er und wechselte an das Institut für Baubetrieb und Bauwirtschaft, an dem er 1973 auch habilitierte. 1973 erfolgte die Berufung zum ordentlichen Universitätsprofessor an das Institut für Betriebswirtschaftslehre und Betriebssoziologie der TU Graz, das er bis zu seiner Emeritierung im Jahr 1996 leitete. Von 1978 bis 1980 war er Dekan der Maschinenbaufakultät der TU Graz. 1980 bis 1984 war Walter Veit dort Rektor, Prä- und Prorektor. Darüber hinaus war er im Aufsichtsrat von Firmen tätig etc.

## Werke (Auszug)
- Aita, Veit, Schilchegger: Planungs- und Bauablauf. Springer, 1976, ISBN 978-3-7091-8479-0